# Binnie Peaks
Die Binnie Peaks sind ein 1399 m hoher Berg mit zwei Gipfeln nahe dem westlichen Ende Südgeorgiens. Sie ragen nördlich des Romerof Head und westlich der Schlieper Bay auf.
Das UK Antarctic Place-Names Committee benannte sie 1982 nach Edward Beveridge Binnie (1884–1956), als Nachfolger von James Innes Wilson zweiter Resident Magistrate des Vereinigten Königreichs auf Südgeorgien von 1914 bis 1927.